# Puchar Polski w hokeju na lodzie 2012
15. edycja Pucharu Polski w hokeju na lodzie rozegrana od 16 listopada do 29 grudnia 2012 roku. 
W październiku 2012 roku Zarząd PZHL dokonał wyboru miejsca rozegrania finału edycji Pucharu i zdecydował, że turniej odbędzie się w Sanoku w hali Arena Sanok. Trofeum po raz drugi z rzędu będzie bronić zespół Ciarko PBS Bank Sanok.
W przeciwieństwie to ubiegłych edycji, w tej ustalono formułę rozpoczynającą się od fazy ćwierćfinałowej, w związku z tym planowo dopuszczono osiem drużyn tylko z ekstraligi PLH. W związku z tym, że jeden zespołów uczestniczących w sezonie 2012/2013 - Nesta Toruń - wycofał się z rozgrywek, dla jednej drużyny w Pucharze przewidziano wolny los w pierwszej fazie 1/4 finału.
19 października 2012 w hali Arena Sanok dokonano losowania par ćwierćfinałowych i zarazem gospodarzy pierwszych meczów rywalizacji.

## Ćwierćfinały
Rywalizacja ćwierćfinałowa rozstrzygnęła się w dwumeczu w dniach 16 i 18 listopada 2012 roku
| 16 listopada 2012 | Aksam Unia Oświęcim | 1:2 | GKS Tychy | Hala Lodowa MOSiR Oświęcim, Oświęcim |

| Szczegóły      | Szczegóły               | Szczegóły       | Szczegóły                                    | Szczegóły                                                                                      |
| -------------- | ----------------------- | --------------- | -------------------------------------------- | ---------------------------------------------------------------------------------------------- |
| Godzina: 18:00 | J. Rzeszutko (EQ) 49:10 | (0:1, 0:1, 1:0) | 19:28 (EQ) T. Da Costa 27:04 (EQ) M. Baranyk | Widzów: 2200 Sędzia główny: Sebastian Kryś Sędziowie liniowi: Piotr Matlakiewicz Mariusz Smura |
| Godzina: 18:00 | 16 min.                 |                 | 12 min.                                      | Widzów: 2200 Sędzia główny: Sebastian Kryś Sędziowie liniowi: Piotr Matlakiewicz Mariusz Smura |

| 16 listopada 2012 | Zagłębie Sosnowiec | 4:7 | JKH GKS Jastrzębie | Stadion Zimowy, Sosnowiec |

| Szczegóły      | Szczegóły                                                                               | Szczegóły       | Szczegóły | Szczegóły                                                                                    |
| -------------- | --------------------------------------------------------------------------------------- | --------------- | --- | -------------------------------------------------------------------------------------------- |
| Godzina: 18:00 | Ł. Zachariasz (EQ) 05:55 M. Działo (EQ) 18:50 J. Dołęga (EQ) 21:30 J. Dołęga (PP) 41:33 | (2:2, 1:0, 1:5) | 07:55 (PP) M. Danieluk 12:24 (SH) T. Pastryk 40:49 (PEN) M. Danieluk 43:47 (PP) M. Bryk 54:34 (EQ) M. Urbanowicz 55:50 (EQ) M. Sulka 57:36 (EQ) M. Rompkowski | Widzów: 200 Sędzia główny: Paweł Meszyński Sędziowie liniowi: Rafał Gawron Bartosz Kaczmarek |
| Godzina: 18:00 | 14 min.                                                                                 |                 | 12 min. | Widzów: 200 Sędzia główny: Paweł Meszyński Sędziowie liniowi: Rafał Gawron Bartosz Kaczmarek |

- Aksam Unia Oświęcim – GKS Tychy 1:2, 2:2
- HC GKS Katowice – ComArch Cracovia 1:6, 4:4
- Zagłębie Sosnowiec – JKH GKS Jastrzębie 4:7, 0:8
- Ciarko PBS Bank Sanok – wolny los

## Turniej finałowy
Decyzją PZHL gospodarzem imprezy został Sanok. Losowania par półfinałowych dokonano 7 grudnia 2012 roku. Podobnie jak w dwóch minionych edycjach turniejów finałowych, mecze półfinałowe i finał prowadziło dwóch sędziów głównych (w przeciwieństwie do polskich rozgrywek ligowych, w których mecze sędziował jeden sędzia główny). Transmisje przeprowadził kanał TVP Sport. Największą oglądalność miało spotkanie finałowe, które śledziło 65 tys. telewidzów. Niewiele mniej bo 50 tys. przed telewizory przyciągnęło spotkanie półfinałowe pomiędzy Cracovią a Ciarko Sanok. Najmniejszą oglądalnością bo 30 tys. cieszyło się drugie spotkanie półfinałowe.

### Półfinały
Spotkania półfinałowe zostaną rozegrane 28 grudnia 2012 roku.
| 28 grudnia 2012 | JKH GKS Jastrzębie | 4:3 pd. | GKS Tychy | Arena Sanok, Sanok |

| Szczegóły      | Szczegóły                                                                             | Szczegóły            | Szczegóły                                                         | Szczegóły                                                                   |
| -------------- | ------------------------------------------------------------------------------------- | -------------------- | ----------------------------------------------------------------- | --------------------------------------------------------------------------- |
| Godzina: 16:00 | R. Bordowski (EQ) 09:58 M. Zaťko (PP) 14:11 M. Zaťko (EQ) 20:28 A. Labryga (EQ) 64:39 | (2:2, 1:0, 0:1, 1:0) | 01:44 (EQ) M. Kotlorz 15:31 (EQ) M. Łopuski 55:46 (EQ) M. Csorich | Widzów: 2200 Sędzia główny: Tomasz Radzik Sędziowie liniowi: Zbigniew Wolas |
| Godzina: 16:00 | 12 min.                                                                               |                      | 8 min.                                                            | Widzów: 2200 Sędzia główny: Tomasz Radzik Sędziowie liniowi: Zbigniew Wolas |

Najlepszymi zawodnikami meczu zostali wybrani Richard Král (JKH) i Mikołaj Łopuski (Tychy).
| 28 grudnia 2012 | Ciarko PBS Bank Sanok | 5:4 pk. | ComArch Cracovia | Arena Sanok, Sanok |

| Szczegóły      | Szczegóły | Szczegóły                 | Szczegóły                                                                                         | Szczegóły                                                                    |
| -------------- | --- | ------------------------- | ------------------------------------------------------------------------------------------------- | ---------------------------------------------------------------------------- |
| Godzina: 19:30 | M. Kolusz (EQ) 06:26 K. Dziubiński (EQ) 34:45 K. Dziubiński (EQ) 47:13 M. Vozdecký (EQ) 48:59 P. Bartoš (SO) 65:00 | (1:1, 1:2, 2:1, 0:0, 1:0) | 04:31 (EQ) M. Piotrowski 28:25 (PP) J. Fojtík 32:18 (EQ) A. Chmielewski 51:46 (EQ) A. Chmielewski | Widzów: 3000 Sędzia główny: Przemysław Kępa Sędziowie liniowi: Jacek Rokicki |
| Godzina: 19:30 | 10 min. |                           | 75 min.                                                                                           | Widzów: 3000 Sędzia główny: Przemysław Kępa Sędziowie liniowi: Jacek Rokicki |

Najlepszymi zawodnikami meczu zostali wybrani Peter Bartoš (Sanok) i Aron Chmielewski (Cracovia).

### Finał
Mecz finałowy zaplanowano na 29 grudnia 2012 roku.
| 29 grudnia 2012 | Ciarko PBS Bank Sanok | 2:4 | JKH GKS Jastrzębie | Arena Sanok, Sanok |

| Szczegóły      | Szczegóły                                     | Szczegóły       | Szczegóły                                                                                | Szczegóły                                                                     |
| -------------- | --------------------------------------------- | --------------- | ---------------------------------------------------------------------------------------- | ----------------------------------------------------------------------------- |
| Godzina: 17:30 | T. Malasiński (EQ) 02:56 P. Mojžíš (PP) 35:29 | (1:0, 1:1, 0:3) | 39:06 (EQ) M. Danieluk 28:25 (PP) A. Labryga 47:18 (EQ) R. Procházka 56:58 (PP) K. Górny | Widzów: 3500 Sędzia główny: Przemysław Kępa Sędziowie liniowi: Zbigniew Wolas |
| Godzina: 17:30 | 8 min.                                        |                 | 2 min.                                                                                   | Widzów: 3500 Sędzia główny: Przemysław Kępa Sędziowie liniowi: Zbigniew Wolas |

Najlepszymi zawodnikami meczu zostali wybrani Tomasz Malasiński (Sanok) i Radek Procházka (JKH).

## Nagrody
Łączna pula przeznaczona na nagrody pieniężne wyniosła 91 tys. złotych - 66 tys. od organizatorów i dodatkowo 25 tys. od PZHL (w poprzedniej edycji 120 tys.). Dla zwycięzcy przewidziano 75 tys. zł (50 od organizatorów  i 25 od PZHL), dla finalisty 10 tys., a dla drużyn wyeliminowanych w półfinałach po 3 tys. złotych. Ponadto zaplanowano nagrody dla hokeistów wybranych w każdym meczu graczami spotkania oraz dla najlepszych zawodników turnieju. Najlepszym bramkarzem turnieju został wybrany Kamil Kosowski (JKH), obrońcą Pavel Mojžíš (Sanok), a napastnikiem Richard Král (JKH).